# 科尔马站
科尔马站是法国的一个铁路车站，位于法國东北部城市，上莱茵省的省会科尔马。

## 概况
| 科尔马站基本设施 |                                                                          |
| 窗口开放时间     | - 周一至五：6:00－20:00 - 周六：8:30－19:00 - 周日及节假日：10:00－19:00 |
| 售票设施         | SNCF自动售票/提票机 · TER列车自动售票机                                  |
| 横穿轨道设施     | 人行地下通道                                                             |

科尔马站位于法国东部，科尔马市区内。车站大致呈南北走向，正门开口朝东，并有地下通道与西侧相连。车站西侧设有大型的露天停车场。
科尔马站的站房是哥特式建筑，也是科尔马市区内的标志性建筑之一。

## 站台设置
| 西↑ |             |
| E道 |             |
|     | 岛式        |
| D道 |             |
| C道 |             |
|     | 岛式        |
| B道 |             |
| A道 |             |
|     | 侧式 主站房 |
| 东↓ |             |

## 停靠线路
以下列车线路停靠科尔马站：
| 科尔马站列车线路表                |                |                     |                         |              |
| 线路                              | 车种           | 上一站              | 下一站                  | 大致运行频率 |
| 巴黎—科尔马                       | Ouigo          | 斯特拉斯堡          | （终点）                | 每天1趟      |
| 巴黎—科尔马                       | TGV            | 斯特拉斯堡/塞莱斯塔 | （终点）                | 每天2趟左右  |
| 斯特拉斯堡—里昂/马赛/蒙彼利埃     | TGV            | 斯特拉斯堡          | 米卢斯                  | 每天3趟左右  |
| 卢森堡/梅斯—马赛/蒙彼利埃         | TGV            | 斯特拉斯堡          | 米卢斯                  | 每天2趟左右  |
| 斯特拉斯堡—米卢斯/巴塞尔          | Fluo Grand-Est | 塞莱斯塔            | 博尔维莱尔/米卢斯       | 每天8趟左右  |
| 科尔马—米卢斯                     | Fluo Grand-Est | （起点）            | 科尔马附近埃尔利赛姆    | 每天5趟左右  |
| 斯特拉斯堡/科尔马—曼斯泰/梅泽拉尔 | Fluo Grand-Est | 塞莱斯塔/（起点）   | 科尔马圣约瑟夫/蒂尔凯姆 | 每天8趟左右  |
| 1.                                |                |                     |                         |              |

## 配套交通

### 长途汽车
科尔马站对应的大巴车上下车地点位于车站前方的广场上
| 停靠科尔马站的大巴车 |                                                                        | |
| 上下车地点           | 运营单位                                                               | 主要目的地 |
| 科尔马站 站前广场    | Flixbus                                                                | （可直达或通过联程中转的方式，前往法国及欧洲43个目的地） |
| 科尔马站 站前广场    | 上莱茵省城际客运 Lignes de Haute-Alsace （页面存档备份，存于）         | 106 本维尔 · 伊勒伊瑟恩 109 奥斯泰姆 · 盖马尔 · 里博维莱 · 圣伊波利特 145 锡戈尔赛姆 · 金采姆 · 勒博诺姆 157 蒂尔凯姆（特鲁瓦塞皮） · 拉巴罗什 208 埃吉赛姆 · 于瑟伦堡 · 弗格特林索芬 248 维尔欧瓦勒 · 曼斯泰 · 苏尔策伦 301 福尔格尔赛姆 · 巴尔戈 303 比赛姆 · 福尔格尔赛姆 316 于尔舍奈姆 · 迪勒嫩岑 · 巴尔策奈姆 318 格吕瑟奈姆 · 埃尔瑟奈姆 · 奥讷奈姆 326 阿彭维尔 · 代瑟奈姆 · 韦科尔塞姆 346 格吕瑟奈姆 · 马科尔赛姆 · 阿尔策奈姆 437 下埃尔盖姆 · 上埃尔盖姆 · 马耶奈姆 · 恩西赛姆 · 米卢斯 440 盖伯什维尔 · 贡多尔赛姆 · 苏尔茨马特 · 盖布维莱尔 |
| 科尔马站 站前广场    | （当某条铁路线施工或罢工时，SNCF可能会提供途径该线路沿途站点的大巴车） | |
| 1. 2. 3.             |                                                                        | |

### 城市公共交通
| 科尔马站附近的公交线路 |                      | |
| 公交车站名称           | 位置                 | 停靠线路 |
| 火车站                 | 科尔马站正门         | 1 科尔马-欧罗巴 ↔ 奥尔堡-维尔 -二月1日广场 / 苹果园 3 科尔马-欧罗巴 （环线） 4 科尔马-火车站 （环线） 5 科尔马-剧场 ↔ 温策奈姆 -小教堂 7 科尔马-工业北区 ↔ 科尔马 -理光-莱塞尔伦 8 科尔马-剧场 / 欧罗巴 ↔ 英格赛姆/蒂尔凯姆 20 科尔马-火车站 ↔ 福奇维尔-市政府 21 科尔马-火车站 ↔ 安多尔赛姆-报春花 22 科尔马-剧场 ↔ 圣克鲁瓦昂普莱讷-黑森林 23 科尔马-剧场 ↔ 孙多芬 24 科尔马-火车站 ↔ 格吕瑟奈姆/里德维尔 25 科尔马-火车站 ↔ 瓦尔巴克-乌纳布尔 26 科尔马-火车站 ↔ 埃尔利赛姆-葡萄园 |
| 火车站西               | 科尔马站后门（西侧） | 1 科尔马-欧罗巴 ↔ 奥尔堡维尔 -二月1日广场 / 苹果园 3 科尔马-欧罗巴 （环线） 4 科尔马-火车站 （环线） 5 科尔马-剧场 ↔ 温策奈姆 -小教堂 7 科尔马-工业北区 ↔ 科尔马 -理光-莱塞尔伦 8 科尔马-剧场 / 欧罗巴 ↔ 英格赛姆/蒂尔凯姆 26 科尔马-火车站 ↔ 埃尔利赛姆-葡萄园 |
| 1.                     |                      | |

### 社会车辆
科尔马站正门南侧和后门均设有大型露天停车场，同时科尔马站正门设有出租和汽车租赁服务。

## 临近车站

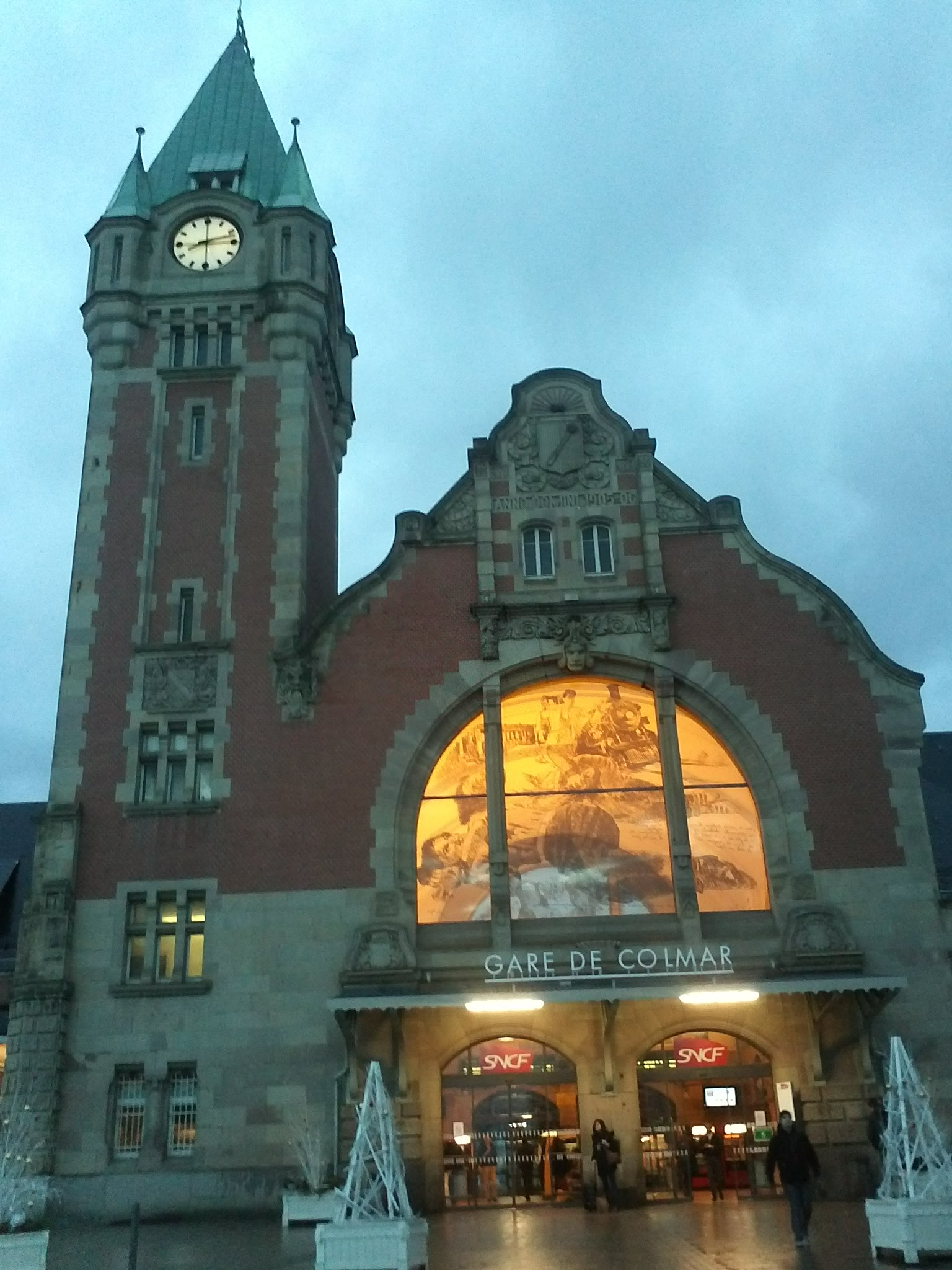
科尔马站的主站房（2013年12月）

| 科尔马站（Gare de Colmar）     |                                |                                |
| 上行车站                       | 线路                           | 下行车站                       |
| 塞莱斯塔站 22.6km ←            | 斯特拉斯堡－圣路易铁路         | 科尔马附近埃尔利赛姆站 → 6.5km |
| （起点）                       | 科尔马－梅泽拉尔铁路           | 科尔马圣约瑟夫站 → 1km         |
| （起点）                       | 科尔马－新布里萨克铁路（货运） | （货运铁路）                   |
| - 本表仅显示运营中的线路及车站 |                                |                                |